# Dectocraspedon
Dectocraspedon là một chi bướm đêm thuộc họ Erebidae.